# Karczmarka (punkt kolejowy)
Karczmarka – nieistniejący punkt kolejowy, który pierwotnie funkcjonował jako stacja kolejowa, a później jako ładownia stacji paliw dla PGWAR w opuszczonej wsi Karczmarka. Punkt zlokalizowany był w Borach Dolnośląskich w Obrębie Leśnym Wierzbowa, w gminie Gromadka, powiat bolesławiecki, województwo dolnośląskie.